# International Swimming Hall of Fame
La International Swimming Hall of Fame (nota anche con l'acronimo ISHOF), la hall of fame internazionale del nuoto, è un'organizzazione educativa non a scopo di lucro con sede a Fort Lauderdale, in Florida (USA), che si propone di promuovere l'insegnamento e la pratica del nuoto in tutto il mondo, e di onorare i grandi campioni degli sport acquatici.
Il complesso espositivo della International Swimming Hall of Fame, a Fort Lauderdale, è costituito da un museo, una biblioteca e un archivio, che contengono la più grande collezione al mondo di oggetti, cimeli, libri, manoscritti e altri documenti legati agli sport acquatici. Fu inaugurato nel 1965 da Johnny Weissmuller, che fu campione olimpico nel nuoto prima di diventare famoso come attore nel ruolo di Tarzan.
Nella International Swimming Hall of Fame vengono inseriti sportivi, allenatori e altri soggetti che si sono particolarmente distinti a livello internazionale nel nuoto, nel nuoto sincronizzato, nei tuffi, e nella pallanuoto. L'inclusione nella prestigiosa lista, decisa da un apposito comitato con oltre cento membri da tutto il mondo, è piuttosto selettiva, e può avvenire dopo non meno di quattro anni dal ritiro dalle competizioni per gli sportivi, o dopo almeno 25 anni di attività per gli allenatori.